# Egy bébiszitter naplója
Az Egy bébiszitter naplója (eredeti címe: The Nanny Diaries) 2007-ben bemutatott amerikai filmvígjáték-dráma, amelyet Shari Springer Berman és Robert Pulcini írt és rendezett. A film alapjául Emma McLaughlin és Nicola Kraus Dadusnapló című könyve szolgált. A főszerepben Scarlett Johansson, Chris Evans és Laura Linney látható.
Az Amerikai Egyesült Államokban 2007. augusztus 24-én mutatták be.

## Rövid történet
A főszerepben egy friss diplomás lány látható, aki egy New York-i gazdag családnál vállal állást, mint bébiszitter.

## Szereplők
| Színész            | Szerep                  | Magyar hang     |
| ------------------ | ----------------------- | --------------- |
| Scarlett Johansson | Annie "Nanny" Braddock  | Solecki Janka   |
| Chris Evans        | Hayden "Harvard Hottie" | Markovics Tamás |
| Laura Linney       | Mrs. Alexandra X        | Fehér Anna      |
| Paul Giamatti      | Mr. Stan X              | Kerekes József  |
| Nicholas Art       | Grayer Addison X        | Penke Bence     |
| Donna Murphy       | Judy Braddock           | Andresz Kati    |
| Alicia Keys        | Lynette                 | Csondor Kata    |
| Nina Garbiras      | Miss Chicago            | Molnár Zsuzsa   |
| Brande Roderick    | Tanya                   |                 |
| Heather Simms      | Murnel                  | Téglás Judit    |
| Julie White        | Jane Gould              | Ősi Ildikó      |
| Judith Roberts     | Milicent                | Tóth Judit      |

## Kritikai visszhang
A Rotten Tomatoes oldalán 34%-ot ért el 132 kritika alapján, és 5 pontot szerzett a tízből. A Metacritic honlapján 46 pontot szerzett a százból, 33 kritika alapján. A CinemaScore oldalán átlagos minősítést szerzett.